# Dawson (Iowa)
Dawson es una ciudad situada en el condado de Dallas, en el estado de Iowa, Estados Unidos. Según el censo de 2010 tenía una población de 131 habitantes.

## Geografía
Según la Oficina del Censo de los Estados Unidos, la localidad tiene un área total de 1,24 km², la totalidad de los cuales 1,24 km² corresponden a tierra firme.

## Demografía
Según el censo de 2010, había 131 personas residiendo en la localidad. La densidad de población era de 105,65 hab./km². Había 63 viviendas con una densidad media de 50,81 viviendas/km². El 93,13% de los habitantes eran blancos, el 0,76% afroamericanos, el 1,53% de otras razas, y el 4,58% pertenecía a dos o más razas. El 4,58% de la población eran hispanos o latinos de cualquier raza.